# Guglielmo Lipparini
Guglielmo Lipparini (Bologna, 1578 circa – Bologna, 1645 circa) è stato un musicista italiano.

## Biografia
Chiamato anche Guglielmo Liparino, fu un monaco agostiniano. Studiò con Tiburzio Massaino e, all'inizio della sua attività, entrò alla corte del duca di Monte Marciano, a Bellagio. Nel 1609 fu nominato Maestro di Cappella del Duomo di Como dove rimase sino al 1629, anno in cui rientrò definitivamente nel Convento di S.Giacomo (Bologna) da dove era partito e dove si spense. Fu autore sia di brani sacri che profani.

## Opere
- 1600-1605 - 2 libri di Canzonette a 3 voci
- 1614 - Una raccolta di madrigali a 5 voci
- 1609 - Una raccolta di mottetti da 7 a 15 voci
- 1623 - Un libro di litanie a 1, 2 e 3 voci e organo
- 1634 - Le Sacre Laudi di Loreto da 3 a 8 voci
- 1627-1635 - Tre libri di Sacri Concerti da 1 a 10 voci
- 1635 - Cinque sonate per violino e violoncello
- 1635 - Tre sonate per 2 violini e violoncello
- 1637 - Un volume di salmi a 8 voci e organo